# Banchus superbus
Banchus superbus är en stekelart som beskrevs av Cresson 1865. Banchus superbus ingår i släktet Banchus och familjen brokparasitsteklar. Inga underarter finns listade.